# Atletika na Letních olympijských hrách 1988 – 200 metrů ženy
 Běh na 200 metrů žen na Letních olympijských hrách 1988 finále se uskutečnilo 29. září na stadionu Olympijském stadionu v Soulu. 

## Výsledky finálového běhu
| *                | jméno                       | země                           | čas   |
| ---------------- | --------------------------- | ------------------------------ | ----- |
| Zlatá medaile    | Florence Griffith-Joynerová | Spojené státy americké         | 21,34 |
| Stříbrná medaile | Grace Jacksonová            | Jamajka                        | 21,72 |
| Bronzová medaile | Heike Drechslerová          | Německá demokratická republika | 21,95 |
| 4                | Merlene Otteyová            | Jamajka                        | 21,99 |
| 5                | Silke Möllerová             | Německá demokratická republika | 22,09 |
| 6                | Gwen Torrenceová            | Spojené státy americké         | 22.17 |
| 7                | Maya Azarachvili            | Sovětský svaz                  | 22,33 |
| 8                | Galina Malčuginová          | Sovětský svaz                  | 22,42 |